# Paulo Alves
Paulo Alves, właśc. Paulo Lourenço Martins Alves (ur. 10 grudnia 1969 w Vila Real) – portugalski piłkarz grający na pozycji napastnika. W swojej karierze rozegrał 13 meczów w reprezentacji Portugalii i strzelił 7 goli.

## Kariera klubowa
Swoją karierę piłkarską Paulo Alves rozpoczął w klubie SC Vila Real. Następnie podjął treningi w juniorach FC Porto. W 1988 roku został zawodnikiem Gil Vicente FC. W sezonie 1988/1989 zadebiutował w jego barwach w drugiej lidze portugalskiej. W sezonie 1989/1990 awansował z Gil Vicente do pierwszej ligi. W sezonie 1991/1992 grał w drugoligowym FC Tirsense.
Latem 1992 roku Paulo Alves przeszedł do CS Marítimo. W Marítimo swój debiut zanotował 6 września 1992 w przegranym 0:1 wyjazdowym meczu z SC Beira-Mar. Latem 1993 został wypożyczony z Marítimo do SC Braga, w którym zadebiutował 12 września 1993 w meczu z Boavistą (0:1). W 1994 roku wrócił do Marítimo, w którym grał do końca sezonu 1994/1995.
Latem 1995 roku Paulo Alves został zawodnikiem Sportingu CP. Swój debiut w nim zaliczył 20 sierpnia 1995 w przegranym 1:2 wyjazdowym spotkaniu z FC Porto. Zawodnikiem Sportingu był przez trzy sezony. W 1997 roku został wypożyczony do West Ham United. W Premier League swój debiut zanotował 29 listopada 1997 w meczu z Aston Villą (2:1).
W 1998 roku Paulo Alves przeszedł do Bastii. Rok później wrócił do portugalskiej ligi i podpisał kontrakt z União Leiria. W nim zadebiutował 3 października 1999 w zwycięskim 3:0 domowym meczu z Bragą. W 2001 roku odszedł z União do Gil Vicente. W 2005 roku zakończył w nim swoją karierę.
| Sezon   | Klub            | Kraj       | Rozgrywki      | Mecze | Bramki |
| ------- | --------------- | ---------- | -------------- | ----- | ------ |
| 1988/89 | Gil Vicente FC  | Portugalia | Segunda Liga   | 17    | 7      |
| 1989/90 | Gil Vicente FC  | Portugalia | Segunda Liga   | 27    | 7      |
| 1990/91 | Gil Vicente FC  | Portugalia | Primeira Liga  | 24    | 3      |
| 1991/92 | FC Tirsense     | Portugalia | Segunda Liga   | 33    | 8      |
| 1992/93 | CS Marítimo     | Portugalia | Primeira Liga  | 23    | 4      |
| 1993/94 | SC Braga        | Portugalia | Primeira Liga  | 4     | 0      |
| 1993/94 | CS Marítimo     | Portugalia | Primeira Liga  | 17    | 3      |
| 1994/95 | CS Marítimo     | Portugalia | Primeira Liga  | 33    | 14     |
| 1995/96 | Sporting CP     | Portugalia | Primeira Liga  | 32    | 10     |
| 1996/97 | Sporting CP     | Portugalia | Primeira Liga  | 20    | 6      |
| 1997/98 | Sporting CP     | Portugalia | Primeira Liga  | 16    | 6      |
| 1997/98 | West Ham United | Anglia     | Premier League | 4     | 0      |
| 1998/99 | SC Bastia       | Francja    | Ligue 1        | 19    | 3      |
| 1999/00 | União Leiria    | Portugalia | Primeira Liga  | 19    | 2      |
| 2000/01 | União Leiria    | Portugalia | Primeira Liga  | 27    | 6      |
| 2001/02 | Gil Vicente FC  | Portugalia | Primeira Liga  | 27    | 11     |
| 2002/03 | Gil Vicente FC  | Portugalia | Primeira Liga  | 30    | 11     |
| 2003/04 | Gil Vicente FC  | Portugalia | Primeira Liga  | 22    | 3      |
| 2004/05 | Gil Vicente FC  | Portugalia | Primeira Liga  | 8     | 1      |

## Kariera reprezentacyjna
W reprezentacji Portugalii Paulo Alves zadebiutował 9 października 1994 roku w wygranym 3:1 meczu eliminacji do Euro 96 z Łotwą, rozegranym w Rydze. W 1996 roku zagrał na Igrzyskach Olimpijskich w Atlancie, na których zajął z Portugalią 4. miejsce. Od 1994 do 1996 roku rozegrał w kadrze narodowej 13 meczów i strzelił w nich 7 goli, w tym 5 w dwóch meczach z Liechtensteinem w eliminacjach do Euro 96.
W swojej karierze Paulo Alves grał także w reprezentacjach młodzieżowych. W 1989 roku wywalczył z kadrą U-20 mistrzostwo świata.
| Mecze i gole w reprezentacji | Mecze i gole w reprezentacji | Mecze i gole w reprezentacji | Mecze i gole w reprezentacji | Mecze i gole w reprezentacji | Mecze i gole w reprezentacji | Mecze i gole w reprezentacji |
| #                            | Data                         | Stadion                      | Rywal                        | Wynik                        | Gol                          | Rozgrywki                    |
| 1994                         | 1994                         | 1994                         | 1994                         | 1994                         | 1994                         | 1994                         |
| ---------------------------- | ---------------------------- | ---------------------------- | ---------------------------- | ---------------------------- | ---------------------------- | ---------------------------- |
| 1.                           | 09.10.1994                   | Ryga, Łotwa                  | Łotwa                        | 3:1                          | 0                            | el. ME 1996                  |
| 2.                           | 18.12.1994                   | Lizbona, Portugalia          | Liechtenstein                | 8:0                          | 2                            | el. ME 1996                  |
| 1995                         |                              |                              |                              |                              |                              |                              |
| 3.                           | 26.01.1995                   | Toronto, Kanada              | Kanada                       | 1:1                          | 0                            | Skydome Cup 1995             |
| 4.                           | 29.01.1995                   | Toronto, Kanada              | Dania                        | 1:0                          | 1                            | Skydome Cup 1995             |
| 5.                           | 22.02.1995                   | Eindhoven, Holandia          | Holandia                     | 1:0                          | 0                            | towarzyski                   |
| 6.                           | 15.08.1995                   | Eschen, Liechtenstein        | Liechtenstein                | 7:0                          | 3                            | el. ME 1996                  |
| 7.                           | 03.09.1995                   | Porto, Portugalia            | Irlandia Północna            | 1:1                          | 0                            | el. ME 1996                  |
| 8.                           | 12.12.1995                   | Londyn, Anglia               | Anglia                       | 1:1                          | 1                            | towarzyski                   |
| 1996                         |                              |                              |                              |                              |                              |                              |
| 9.                           | 24.01.1996                   | Paryż, Francja               | Francja                      | 2:3                          | 0                            | towarzyski                   |
| 10.                          | 21.02.1996                   | Porto, Portugalia            | Niemcy                       | 1:2                          | 0                            | towarzyski                   |
| 11.                          | 27.03.1996                   | Lizbona, Portugalia          | Grecja                       | 1:0                          | 0                            | towarzyski                   |
| 12.                          | 31.08.1996                   | Erywań, Armenia              | Armenia                      | 0:0                          | 0                            | el. MŚ 1998                  |
| 13.                          | 05.10.1996                   | Kijów, Ukraina               | Ukraina                      | 1:2                          | 0                            | el. MŚ 1998                  |

## Kariera trenerska
Po zakończeniu kariery piłkarskiej Paulo Alves został trenerem. Prowadził: Gil Vicente FC, União Leiria, FC Vizela i reprezentację Portugalii U-20. W 2010 roku ponownie został trenerem Gil Vicente FC. W 2011 roku wygrał z nim rozgrywki drugiej ligi.